# Tanga (deporte)
Chito, tuta, tángana, tango, tanga o tanguilla (entre otros muy variados nombres), es un juego o deporte popular que con distintos nombres y variantes se conserva en diversas zonas de España. La variedad conocida como chito, como tal juego mencionado en el Fuero de Madrid de 1202 consiste en lanzar un disco metálico (tejo, tostón, chanflo o doblón) contra un cilindro (o pieza similar tallada de madera (chito, tuta, tanga o tarusa) situado a una distancia aproximada de 20 metros. Encima del chito se coloca una moneda. Se puede jugar sobre diferentes tipos de pista (tierra batida y lisa, cemento), individualmente o por equipos de dos a cuatro jugadores. En cuanto a la variedad conocida como tanga, se trata de conseguir tirar la chapa de la tuta y que el tejo quede más cerca de la chapa que de aquella.
Con diferentes nombres, es un juego conocido y practicado en toda España, incluida Canarias, aunque presenta numerosas variantes de unas zonas a otras. Al ser un juego popular y reglamentado por las tradiciones, se practica de forma peculiar en cada comarca, pudiendo encontrarse diferencias incluso entre localidades vecinas. También los reglamentos que se han confeccionado para su práctica en competiciones oficiales pueden variar de unas localidades, provincias o regiones, a otras.

## La tangana
Se puede hacer una descripción aproximada de las reglas y desarrollo a partir del modelo seguido en la localidad segoviana de Calabazas de Fuentidueña:
Normalmente las dos tangas son diferentes, una un poco más pesada que la otra.. El reglamento estipula 22 metros o 22 zancadas. El terreno de juego es la propia calle, antes de tierra y luego de cemento (a veces se juega también en la carretera, sobre brea, donde las tangas "rastrean" mejor). El orden de tirada se establece "tirando a mano", lance que consiste en tirar a la inversa, es decir, del chito al "pato" (piedra, madera o raya en el suelo que señaliza el lugar desde el que deben tirar los jugadores al chito). El jugador o pareja que deje la tanga más cerca del pato (por eso este lance se llama también "tirar al pato" o "tirar a arrimar") comienza el juego, y luego los demás según el orden de arrimada. El orden importa mucho, pues jugando chapas puede resultar que el último jugador o pareja tenga que poner varias veces antes de tener ocasión de jugar, si los jugadores anteriores "la dan" y "se la llevan". Para ganar el orden de salida se tira sólo una tanga por jugador o pareja.
Cada jugador tira por turno dos tangas. El objetivo del juego es tirar el chito y ganarse la chapa ("llevársela"). Para llevársela, las chapas tienen que estar más cerca de la tanga que del chito, lo que a menudo se ve a simple vista, pero en algunas ocasiones hay que recurrir a "medirla", lo que, según la distancia, se hará recurriendo al cinto o a una cuerda, o si está más lejos, echando pasos, pies, manos y dedos, pues no es frecuente que entre los participantes o espectadores alguien tenga un metro. Si tira el chito con la primera y "se la lleva" (es decir, las chapas quedan más cerca de la tanga que del chito), recoge la chapa , se levanta el chito y todos vuelven a poner para que tire la segunda.(Allí) Es difícil llevársela con las dos tangas (es decir, dos veces en una sola tirada), pero puede ocurrir si se juega mucho. Si tira el chito con la primera tanga, pero no se la lleva, tiene que tirar la segunda, y puede hacerlo de dos maneras: o "a arrimar", es decir, procurando dejar la segunda tanga más cerca la chapa que el chito; o "a dar", es decir, a dar al chito para alejarle más de las chapas y llevársela con la posición de la primera tanga. Si se juega por parejas, el primer jugador puede dejar la mano a su compañero si él no la gana, cosa que se hace a menudo, salvo cuando la tirada es difícil y merece más la pena levantar el chito. Siempre que se levanta el chito hay que "poner" (poner cada uno su chapa encima del chito), si se la han llevado; o "engordar" (poner también, pero cuando se ha tirado el chito y no se la han llevado o no se lo han llevado todo, pues a veces sucede que las chapas salen desparramadas al tirar el chito y unas quedan más cerca de la tanga, pero otras no, en cuyo caso el jugador correspondiente sólo se lleva las primeras.
Un lance destacado del juego, por su dificultad, es el denominado "morro". Se produce morro cuando al tirar el chito queda en contacto con una tanga, ya sea por quedar encima, debajo o tocándola de lado. Si el jugador no desmorra en su tirada, no se lleva nada, independientemente de la posición la chapa , hay que engordar y poner el chito tumbado y de perfil, con las chapas detrás, hasta que un jugador le dé y le desmorre, se la lleve o no. En este lance es importante saber "rastrear", es decir, tirar las tangas de forma que vayan a ras de suelo.
Si durante la partida un nuevo jugador quiere incorporarse al juego, tiene que esperar a que alguien se la lleve; entonces pone ("poner" es dar su chapa al chito) y va inmediatamente detrás del jugador que se la ha llevado, pero en el siguiente "reo" o vuelta, es decir, tiene que esperar un turno completo para empezar a tirar, pues todos los jugadores antiguos tienen que tirar antes con su chapa.

## La tangui
Sinónimo de tangana. En algunas zonas aparece como variante infantil de la tangana, según denominación recogida en Palazuelos (y sierra norte de la provincia de Guadalajara) y zonas próximas de Segovia y Soria, como por ejemplo en Vinuesa o Trébago.

## La tuta
Con este nombre se conoce en la alta Castilla una variante del juego que en algunas fuentes aparece como "deporte rural de origen burgalés".

## Vocabulario general
- Chito, tuta, tangana o tarusa: Objeto a derribar, es un cuerpo de madera tallado de una sola pieza, formado por dos troncos de cono unidos por la base menor en un anillo. Su medida es variable; por término medio se le puede dar una altura de 170 mm, con las bases de 40 mm y el anillo del centro 40 mm. En algunas regiones da nombre al juego.
- Tejo, tostón , chanflo o doblón, son los discos metálicos con las que se intenta derribar el chito.
- La moneda es la pieza de metal (moneda, chapa , etc.) que se colocará sobre el "chito", "tanga" o "tuta". Puede tener entre 25 y 30 milímetros con un grosor de 2 mm.
- Pato: señal que indica el lugar desde el que se tira al chito. Suele ser una gran piedra o un madero, para detener las tangas al tirar a la inversa y que no den a nadie.
- Morro: lance del juego que se produce cuando tras derribar el chito queda este en contacto con la tanga. El jugador no se lleva el dinero, a menos que "desmorre" con otra tanga, si le queda, o lo haga su compañero, en el caso de que jueguen por parejas. Hay que engordar y poner el chito tumbado y de perfil con las monedas alineadas detrás. No se levanta hasta que algún jugador la da, se la lleve o no.
- Desmorrar: dar al chito cuando está de morro.
- Poner: cuando se juega dinero, entregar al chito cada jugador su moneda.
- Engordar: poner cada jugador una nueva moneda cuando alguien la tira, pero no se la lleva o no se lleva todo. A veces se producen engordes sucesivos, de manera que la partida llega a valer bastante dinero, sobre todo cuando participan muchos jugadores. En tal situación las monedas, que se ponen apiladas sobre la "cocorota", es decir la parte más alta del chito, no se sostienen y hay que quitar parte de ellas, que constituyen el "bote" y quedan representadas en el chito por una moneda diferente a las otras, normalmente de menor tamaño, de modo que quien se lleva esa moneda en su tirada, se lleva el bote. Otra definición más simple del uso del término engordar sería: darla y no llevársela, con lo que hay que levantar el chito y añadir a la postura cada jugador la cantidad estipulada como engorde.
- Postura: cantidad de dinero que pone cada jugador para poder jugar; por ejemplo, un euro. También se denomina postura al montante total que hay en el chito en cada momento y que depende del desarrollo del juego: postura inicial, engordes y llevadas. Una postura inicial puede valer, por ejemplo, 6 euros (un euro por jugador), y 18 tras dos engordes.
- Engorde: cantidad de dinero que pone cada jugador para engordar. Suele ser la misma cantidad que la postura. Tanto la postura como el engorde se determinan por mutuo acuerdo de los jugadores.Es costumbre que para rematar el juego (es decir, cuando ya todos los jugadores determinan que cuando alguien se la lleve se termina la partida) se doblen tanto la última postura como los engordes que pudieran producirse en el desarrollo del juego, con lo que se da la oportunidad de "recuperar" a los que más van perdiendo.
- Bote: cantidad de dinero de la postura que se retira del chito por no caber en él y que queda representada por una moneda diferente de las demás.
- Recuperar: ganar después de haber ido perdiendo.
- Darla: dar al chito
- Llevársela: ganar la postura
- Tirar a dar: tirar fuerte con la única intención de derribar el chito y alejarle lo más posible de las monedas.
- Tirar a arrimar: Tirar templado con la intención de dejar la primera tanga arrimada al chito para luego derribarle con la segunda, estrategia habitual con la que, si se ejecuta correctamente, se gana la postura, pues al dar al chito, este suele salir despedido y las monedas suelen caer sobre la posición que ocupaba el chito, con lo que las gana la tanga arrimada. También se tira a arrimar cuando se ha derribado el chito con la primera tanga pero no se ha ganado la postura por haber quedado el chito más cerca del dinero que la tanga. Entonces se tira la segunda tanga a arrimar, es decir, a dejarla más cerca del dinero de lo que está el chito, lo que puede ser muy fácil, por haber mucha distancia entre chito y dinero, o muy difícil, por haber muy poca. Cuando arrimar es muy difícil por la poca distancia comprendida entre chito y dinero, algunos jugadores prefieren tirar la segunda tanga a dar al chito tumbado para alejarle más y ganar así, ya sea con la posición de la primera tanga o con la de la segunda.
- Rastrear: soltar la tanga de manera que recorra largo trecho a ras de suelo. Se rastrea para evitar que la tanga bote y se salte el chito cuando se juega sobre superficies duras como cemento (en las calles del pueblo) o asfalto (en la carretera que atraviesa el pueblo). Es una técnica necesaria para "desmorrar" y para dar al chito cuando está tumbado. También se usa para arrimar.
- Tirar alta y picuda: soltar la tanga describiendo una amplia parábola y procurando que golpee al chito en su caída, con lo que este sale violentamente despedido mientras la tanga se queda en el sitio y gana la postura. Es una técnica totalmente opuesta a la de rastrear y es preciso emplearla cuando la superficie es irregular, como suelen serlo las calles de un pueblo, y desvía las tangas al rastrear o al botar
- Tirar a mano: tirar a la inversa, es decir, al pato desde el chito, para establecer el orden de tirada del juego según la proximidad con que quede arrimada la tanga al pato. La más arrimada tira primero, y a continuación las demás por orden de arrime.
- Tirar al pato: tirar a la inversa, como a mano, pero para devolver las tangas desde el chito a fin de que pueda tirar el jugador siguiente. Es un ejercicio para ejercitarse con las tangas y afinar la puntería A veces dos jugadores que tiran al pato hacen apuestas entre ellos (generalmente un botellín de cerveza)sobre quién la deja más arrimada, tirando cada uno con una tanga.

## Coincidencias semánticas
En Cantillana (Sevilla) existe un antiguo barrio llamado "Barrio del Chito", y cuyo nombre se atribuye a un juego popular entre la hueste de Fernando III, cuando durante la reconquista de Sevilla, acampó en los aledaños de Cantillana.